# GCC2
GCC2‏ (GRIP and coiled-coil domain containing 2) هوَ بروتين يُشَفر بواسطة جين GCC2 في الإنسان.
البروتين المُرمَّز بواسطة هذا الجين هو بروتين غشائي محيطي يقع في شبكة غولجي. وهو حساس للبريفيلدين أ. يحتوي هذا البروتين المُرمَّز على نطاق GRIP الذي يُعتقد أنه يُستخدم في الاستهداف. وقد وُصفت نسختان متماثلتان متبادلتا الوصل تُرمِّزان أشكالًا متماثلة مختلفة لهذا الجين.